# Waschhaus (Seugy)

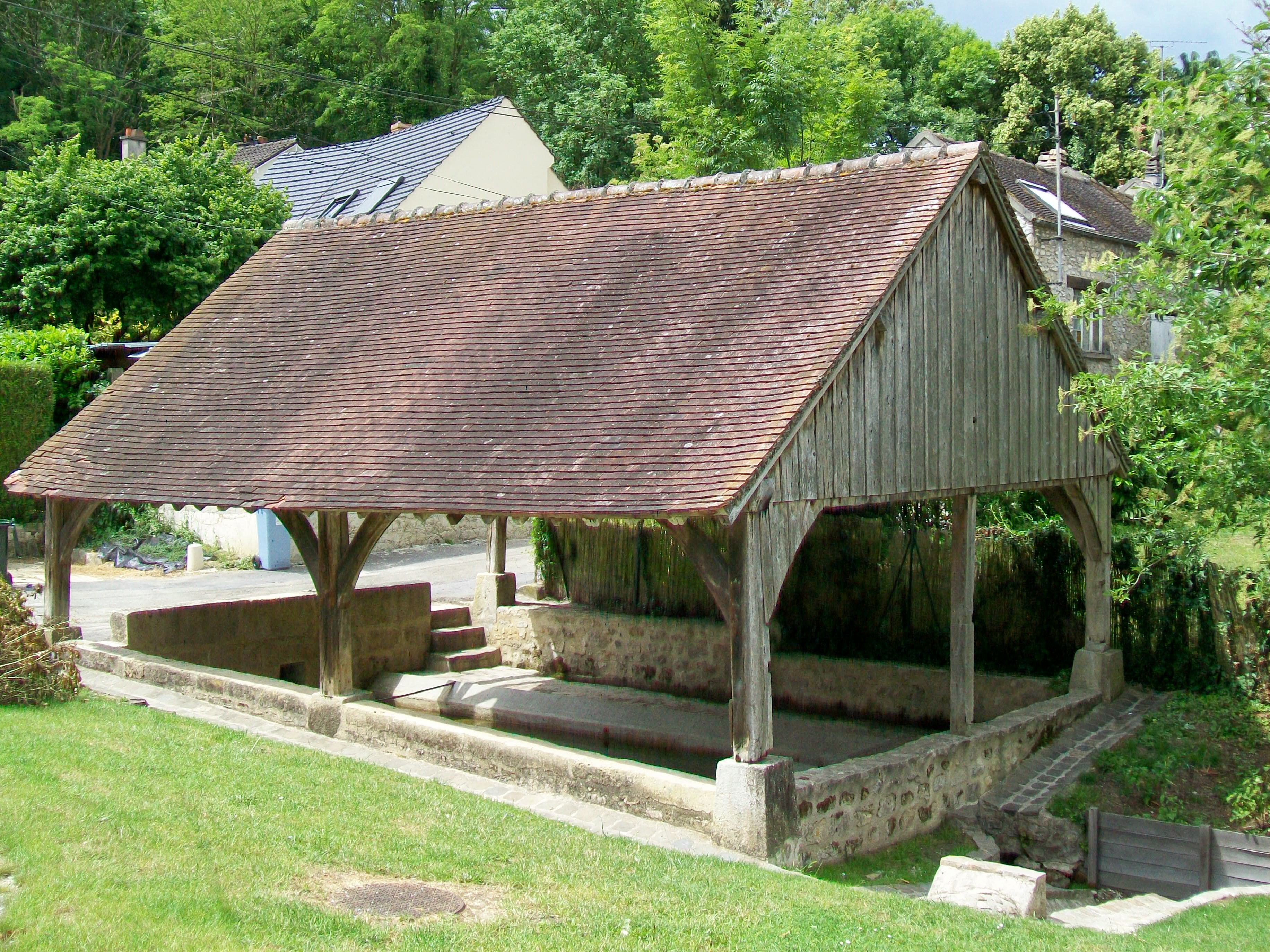
Waschhaus in Seugy

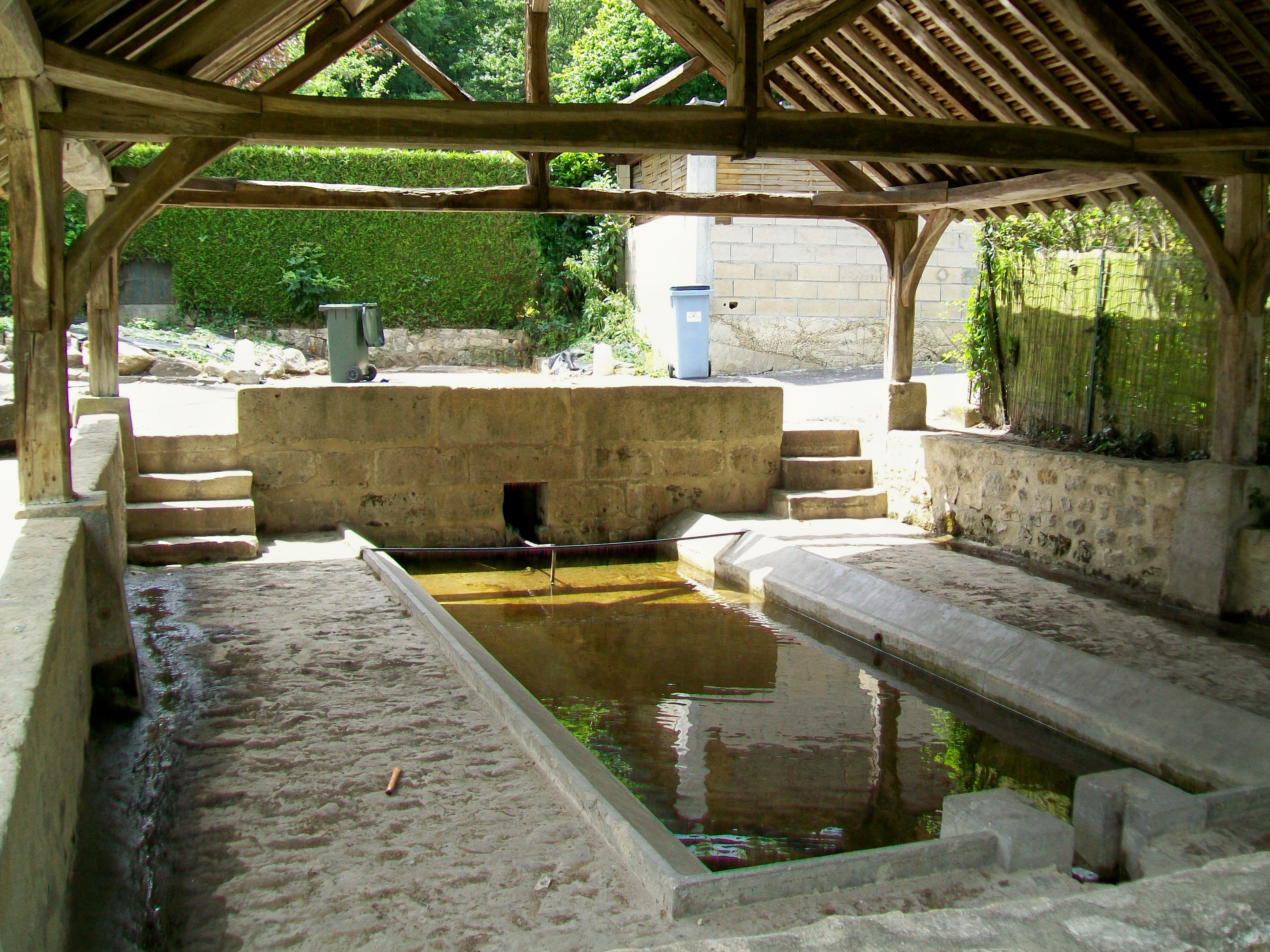
Innenansicht

Das Waschhaus (französisch lavoir) in Seugy, einer französischen Gemeinde im Département Val-d’Oise in der Region Île-de-France, wurde 1843 errichtet. Das öffentliche Waschhaus steht in der Rue de la Fontaine. 
Das Waschhaus, das von einem Brunnen (siehe Adresse, frz. fontaine für Brunnen) mit Wasser versorgt wird, wurde nach Plänen des Architekten Léonard Blochet erbaut. 
Die Holzkonstruktion mit einem Satteldach ruht auf einem Steinfundament. Der Speicherraum des Gebäudes wurde von der Gemeinde gegen Gebühr an Bürger vermietet. 